# Contea di Grant (Kansas)
La contea di Grant in inglese Grant County è una contea dello Stato del Kansas, negli Stati Uniti. La popolazione al censimento del 2000 era di 7 909 abitanti. Il capoluogo di contea è Ulysses.

## Storia
La contea venne fondata il 20 marzo 1873.

## Geografia fisica
Secondo lo United States Census Bureau, la contea ha una superficie di 1489 km² di cui 1128 km² è terra (98.52 %) e 1,0 km² (1,48%) acque interne.

### Contee confinanti
- Contea di Kearny (nord)
- Contea di Finney (nordest)
- Contea di Haskell (est)
- Contea di Stevens (sud)
- Contea di Stanton (ovest)
- Contea di Hamilton (nordovest)

## Infrastrutture e trasporti

### Strade
- U.S. Highway 160
- Kansas Highway 25

## Geografia antropica

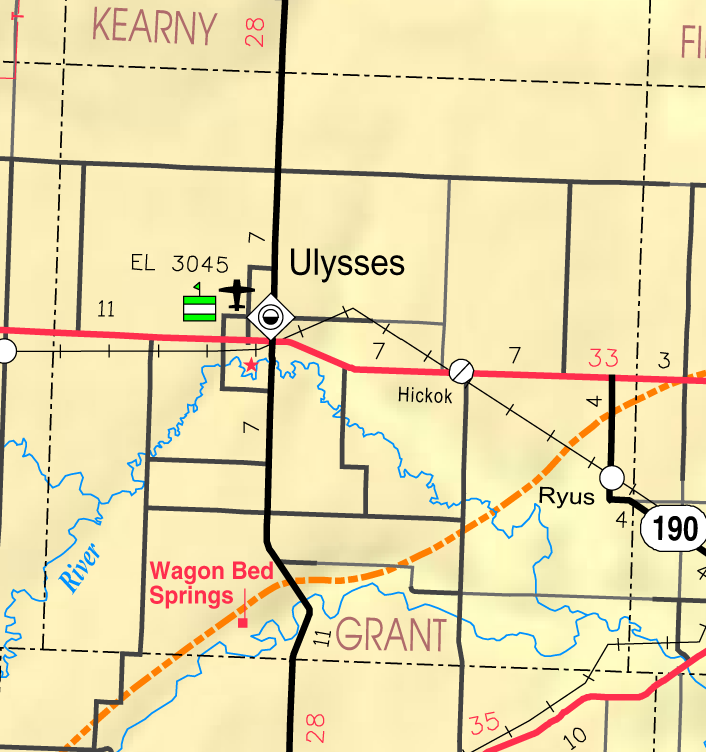
2005 KDOT Mappa della Contea di Grant map legend)

### Città
- Ulysses

### Area non incorporata
- Hickok
- Ryus
- Stano
- Sullivans Tracks

### Township
- Lincoln
- Sherman
- Sullivan